# Czubacz czerwonodzioby
Czubacz czerwonodzioby (Crax blumenbachii) – gatunek dużego ptaka z rodziny czubaczy (Cracidae), zamieszkujący wschodnią Amerykę Południową. Zagrożony wyginięciem. Nie wyróżnia się podgatunków.

## Morfologia
Długość ciała 89 cm. U samca czerwone narośle u nasady dzioba oraz korale. Upierzenie błyszcząco czarne z białym brzuchem i podogoniem u samca, u samicy zaś kasztanowatym. Poza tym u samicy czubek biało prążkowany, skrzydła z rdzawym plamkowaniem.

## Zasięg, środowisko
Kilka siedlisk w południowo-wschodniej Brazylii na obszarach objętych obecnie ochroną. Występuje głównie w wysokich i wilgotnych nizinnych lasach pierwotnych.

## Zachowanie
Zwykle obserwowany w parach, żeruje na drzewach i krzewach jagododajnych lub zbiera jagody opadłe na ziemię. Zaniepokojony, wzlatuje na niezbyt wysokie gałęzie. Samiec wydaje głęboki, donośny, huczący głos.

## Status
Międzynarodowa Unia Ochrony Przyrody (IUCN) od 2000 roku uznaje czubacza czerwonodziobego za gatunek zagrożony (EN – Endangered); wcześniej (od 1994 roku) miał on status gatunku krytycznie zagrożonego (CR – Critically Endangered). Dzięki prowadzonemu z powodzeniem programowi reintrodukcji udało się częściowo zrównoważyć postępujący spadek liczebności. Obecnie (2020) liczebność populacji szacuje się na 200–249 osobników, w tym 130–170 osobników dorosłych. Trend całkowitej liczebności populacji uznaje się za spadkowy, choć w niektórych siedliskach może być wzrostowy. Gatunek jest zagrożony przez polowania oraz degradację i utratę siedlisk wskutek wycinki lasów i przekształcania terenów po nich w plantacje i pastwiska.